# Lobivia backebergii
Lobivia backebergii ist eine Pflanzenart aus der Gattung Lobivia in der Familie der Kakteengewächse (Cactaceae). Das Artepitheton backebergii ehrt den deutschen Kakteenspezialisten Curt Backeberg.

## Beschreibung
Lobivia backebergii wächst einzeln oder bildet Gruppen. Die kugelförmigen bis kurz zylindrischen, hellgrünen Triebe erreichen Durchmesser von 4 bis 5 Zentimeter. Es sind etwa 15 scharfe Rippen vorhanden, die gekerbt und spiralförmig angeordnet sind. Die darauf befindlichen Areolen sind anfangs wollig behaart und stehen 1 bis 1,5 Zentimeter voneinander entfernt. Aus ihnen entspringen ein bis elf Dornen, die sich nicht immer in Mittel- und Randdornen unterscheiden lassen. Sie sind anfangs braun und vergrauen im Alter. Die schlanken Dornen sind gebogen, an ihrer Spitze fast hakig und 0,5 bis 5 Zentimeter lang.
Die hell- bis dunkelroten Blüten besitzen oft einen bläulichen Schein und einen weißen Schlund. Sie erscheinen seitlich in der Nähe des Triebscheitels und öffnen sich am Tag. Die Blüten werden bis zu 5,5 Zentimeter lang und weisen Durchmesser von 4 Zentimeter auf. Ihre Blütenröhre ist schlank. Die kleinen, kugelförmigen Früchte sind halbtrocken und reißen senkrecht auf.

## Verbreitung, Systematik und Gefährdung
Lobivia backebergii ist in den bolivianischen Departamentos La Paz und Cochabamba sowie den peruanischen Regionen Ayacucho, Cusco und Huancavelica in der Puna-Vegetation in Höhenlagen von 3200 bis 3900 Metern verbreitet.
Die Erstbeschreibung als Echinopsis backebergii durch Erich Werdermann wurde 1931 veröffentlicht. Curt Backeberg stellte die Art 1935 in die Gattung Lobivia.
In der Roten Liste gefährdeter Arten der IUCN wird die Art als „Vulnerable (VU)“, d. h. als gefährdet geführt.

## Nachweise